# Squash Australia
Squash Australia (SQA) ist der nationale Squashverband Australiens mit Sitz in Brisbane.

## Geschichte
Der Verband wurde 1934 gegründet. Seinen Sitz hat er in der australischen Stadt Brisbane.
Squash Australia ist Mitglied des Kontinentalverbands Oceania Squash Federation und der World Squash Federation. Amtierende Präsidentin ist Joanne Brodie. Der Verband richtet jährlich unter anderem die nationalen Meisterschaften aus. Zudem war er bereits zahllose Male Ausrichter internationaler Turniere wie etwa Weltmeisterschaften und ist Schirmherr der Squash Australia Hall of Fame.

## Nationalmannschaft
Die australische Nationalmannschaft der Männer, Frauen und der Jugend nehmen an sämtlichen kontinentalen und internationalen Wettbewerben teil. Neben Weltmeisterschaften waren australische Squashspieler insbesondere auch bei Commonwealth Games sehr erfolgreich.